# Lista dei pretori romani
Questa è una lista dei pretori romani durante la fase repubblicana.
La pretura a Roma era la magistratura prima del consolato, ma la prima che riceveva l'imperium, il potere di decidere sugli altri e, quindi, di condurre una forza armata. Due erano i tipi di pretori a Roma: il praetor urbanus, che faceva da giudice nei processi tra cittadini, e il praetor peregrinus, che si occupava dei processi tra stranieri.

## Lista dei pretori della Repubblica romana
Nella Repubblica romana furono pretori i seguenti nomi, a partire dalla creazione della carica nel 366 a.C..

### IV secolo a.C.
| Data (a.C.) | Nome                                    |
| ----------- | --------------------------------------- |
| 366         | Spurio Furio (M. f. L. n.) Camillo      |
| 350         | Publio Valerio (P. f. L. n.) Publicola  |
| 349         | Lucio Pinario (Natta?)                  |
| 347?        | Marco Valerio M. f. M. n. Massimo Corvo |
| 341         | Tito(?) Emilio Mamercino                |
| 340         | Lucio Papirio L. f. L. n. Crasso        |
| 336         | Quinto Publilio Filone                  |
| 332         | Lucio Papirio (L. f. L. n. Crasso?)     |
| 322         | Lucio Plauzio L. f. L. n. Venno         |
| 318         | Lucio Furio                             |
| 308         | Marco Valerio M. f. M. n. Massimo Corvo |

### III secolo a.C.
| Data (a.C.) | Nome                                  |
| ----------- | ------------------------------------- |
| 297?        | Appio Claudio (C. f. Ap. n.) Cieco    |
| 296         | Publio Sempronio Sofo                 |
| 295         | Appio Claudio (C. f. Ap. n.) Cieco    |
| 293         | Marco Atilio (M. f. M. n. Regulo)     |
| 292         | Lucio Papirio L. f. Sp. n. Cursore    |
| 283         | Lucio Cecilio (Metello Denter)        |
| 280?        | Quinto Marcio Filippo                 |
| 257         | Aulo Atilio A. f. C. n. Calatino      |
| 253         | Lucio Postumio Megello                |
| 242         | Quinto Valerio Faltone                |
| 234         | Publio Cornelio                       |
| 233?        | Lucio Postumio A. f. A. n. Albino     |
| 227         | Gaio Flaminio                         |
| 227         | Marco Valerio (Levino?)               |
| 224?        | Marco Claudio Marcello                |
| 224?        | Publio Furio Filo                     |
| 219?        | Lucio Furio Bibaculo                  |
| 218         | Marco Emilio Lepido                   |
| 218         | Gaio Atilio Serrano                   |
| 218?        | Lucio Manlio Vulsone                  |
| 218         | Gaio Terenzio Varrone                 |
| 217         | Marco Emilio (Regolo?)                |
| 217         | Aulo Cornelio Mammula                 |
| 217         | Tito Otacilio Crasso                  |
| 217         | Marco Pomponio (Matone?)              |
| 216         | Marco Claudio Marcello                |
| 216         | Publio Furio Filo                     |
| 216         | Marco Pomponio Matone                 |
| 216         | Lucio Postumio Albino                 |
| 216?        | Marco Emilio Lepido                   |
| 215         | Appio Claudio Pulcro                  |
| 215         | Quinto Fulvio Flacco                  |
| 215         | Quinto Muzio Scevola                  |
| 215         | Marco Valerio Levino                  |
| 214         | Publio Cornelio Lentulo               |
| 214         | Quinto Fabio Massimo                  |
| 214         | Quinto Fulvio Flacco                  |
| 214         | Tito Otacilio Crasso                  |
| 213         | Marco Emilio (Lepido?)                |
| 213         | Marco Atilio (Regolo?)                |
| 213         | Gneo Fulvio Centumalo Massimo         |
| 213         | Publio Sempronio Tuditano             |
| 212         | Gaio Claudio Nerone                   |
| 212         | Publio Cornelio Silla                 |
| 212         | Gneo Fulvio Flacco                    |
| 212         | Marco Giunio Silano                   |
| 211         | Gaio Calpurnio Pisone                 |
| 211         | Marco Cornelio Cetego                 |
| 211         | Lucio Cornelio (Lentulo)              |
| 211         | Gaio Sulpicio                         |
| 210         | Lucio Cincio Alimento                 |
| 210         | Gaio Letorio                          |
| 210         | Lucio Manlio Acidino                  |
| 210         | Publio Manlio Vulsone                 |
| 209         | Gaio Aurunculeio                      |
| 209         | Gaio Ostilio Tubolo                   |
| 209         | Tito Quinzio Peno Capitolino Crispino |
| 209         | Lucio Veturio Filone                  |
| 208         | Quinto Claudio (Flamine)              |
| 208         | Sesto Giulio Cesare                   |
| 208         | Publio Licinio Crasso Divite          |
| 208         | Publio Licinio Varo                   |
| 207         | Aulo Ostilio Catone                   |
| 207         | Gaio Ostilio Catone                   |
| 207         | Gaio Mamilio Vitulo                   |
| 207         | Lucio Porcio Licino                   |
| 206         | Marco Cecilio Metello                 |
| 206         | Tiberio Claudio Asello                |
| 206         | Quinto Mamilio Turrino                |
| 206         | Gaio Servilio Gemino                  |
| 205         | Lucio Emilio Papo                     |
| 205         | Spurio Lucrezio                       |
| 205         | Gneo Ottavio                          |
| 205         | Gneo Servilio Cepione                 |
| 204         | Tiberio Claudio Nerone                |
| 204         | Marco Marcio Ralla                    |
| 204         | Marco Pomponio Matone                 |
| 204         | Lucio Scribonio Libone                |
| 203         | Publio Elio Peto                      |
| 203         | Publio Cornelio Lentulo (Caudino)     |
| 203         | Publio Quintilio Varo                 |
| 203         | Publio Villio Tappulo                 |
| 202         | Gaio Aurelio Cotta                    |
| 202         | Gaio Livio Salinatore                 |
| 202         | Marco Sestio Sabino                   |
| 202         | Gneo Tremellio Flacco                 |
| 201         | Publio Elio Tubero                    |
| 201         | Marco Fabio Buteone                   |
| 201         | Marco Giunio Penno                    |
| 201         | Marco Valerio Faltone                 |

### II secolo a.C.
| Data (a.C.) | Nomi                                       |                                  |                                         |                                        |                            |                           |                               |
| 200         | Quinto Fulvio Gillone                      | Lucio Furio Purpureone           | Quinto Minucio Rufo                     | Gaio Sergio Plauto                     |                            |                           |                               |
| 199         | Gneo Bebio Tamfilo                         | Lucio Quinzio Flaminino          | Lucio Valerio Flacco                    | Lucio Villio Tappulo                   |                            |                           |                               |
| 198         | Marco Claudio Marcello                     | Lucio Cornelio Merula            | Gaio Elvio                              | Marco Porcio Catone                    |                            |                           |                               |
| 197         | Lucio Atilio                               | Marco Elvio                      | Lucio Manlio Vulsone                    | Marco Minucio Rufo                     | Gaio Sempronio Tuditano    | Marco Sergio Silo         |                               |
| 196         | Manio Acilio Glabrione                     | Lucio Apozio Fullone             | Quinto Fabio Buteone                    | Gaio Lelio                             | Quinto Minucio Termo       | Tiberio Sempronio         |                               |
| 195         | Gaio Atinio Labeone                        | Appio Claudio Nerone             | Gaio Fabricio Locino                    | Gneo Manlio Vulsone                    | Publio Manlio (Vulsone?)   | Publio Porcio Leca        |                               |
| 194         | Gneo Cornelio Blasione                     | Gneo Cornelio Merenda            | Publio Cornelio Scipione Nasica         | Sesto Digizio                          | Gneo Domizio Enobarbo      | Tito Giovenzio Talna      |                               |
| 193         | Lucio Cornelio Scipione Asiatico           | Gaio Flaminio                    | Marco Fulvio Nobiliore                  | Lucio Porcio Licino                    | Gaio Scribonio Curione     | Lucio Valerio Messalla    |                               |
| 192         | Aulo Atilio Serrano                        | Marco Bebio Tamfilo              | Marco Fulvio Centumalo                  | Quinto Salonio Sarra                   | Lucio Scribonio Libone     | Lucio Valerio Tappone     |                               |
| 191         | Marco Emilio Lepido                        | Lucio Emilio Paolo Macedonico    | Aulo Cornelio Mammula                   | Marco Giunio Bruto                     | Gaio Livio Salinatore      | Lucio Oppio Salinatore    |                               |
| 190         | Lucio Emilio Regillo                       | Gaio Atinio Labeone              | Lucio Aurunculeio                       | Gneo Fulvio                            | Publio Giunio Bruto        | Marco Tuccio              |                               |
| 189         | Lucio Bebio Divite                         | Quinto Fabio Labeone             | Quinto Fabio Pittore                    | Lucio Plauzio Ipseo                    | Spurio Postumio Albino     | Marco Sempronio Tuditano  | ? Aulo Manlio Vulsone (suff.) |
| 188         | Gaio Atinio                                | Marco Claudio Marcello           | Appio Claudio Pulcro                    | Lucio Manlio Acidino Fulviano          | Quinto Marcio Filippo      | Gaio Stertinio            |                               |
| 187         | Publio Claudio Pulcro                      | Quinto Fulvio Flacco             | Marco Furio Crassipede                  | Servio Sulpicio Galba                  | Quinto Terenzio Culleone   | Lucio Terenzio Massaliota |                               |
| 186         | Gaio Aurelio Scauro                        | Gaio Calpurnio Pisone            | Publio Cornelio Silla                   | Marco Licinio Lucullo                  | Tito Menio                 | Lucio Quinzio Crispino    |                               |
| 185         | Gaio Afranio Stellione                     | Gaio Atilio Serrano              | Marco Claudio Marcello                  | Publio Cornelio Cetego                 | Aulo Postumio Albino Lusco | Lucio Postumio Tempsano   |                               |
| 184         | Publio Cornelio Cetego                     | Gaio Decimio Flavo               | Quinto Nevio Matone                     | Gaio Sempronio Bleso                   | Publio Sempronio Longo     | Aulo Terenzio Varrone     |                               |
| 183         | Publio Cornelio Sisenna                    | Lucio Giulio (Cesare?)           | Spurio Postumio Albino                  | Lucio Pupio                            | Gneo Sicinio               | Gaio Valerio Flacco       |                               |
| 182         | Lucio Cecilio Dentro                       | Quinto Fulvio Flacco             | Publio Manlio (Vulsone?)                | Marco Ogulnio Gallo                    | Gaio Terenzio Istra        | Marco Valerio Levino      |                               |
| 181         | Tiberio Claudio Nerone                     | Lucio Duronio                    | Quinto Fabio Buteo                      | Quinto Fabio Massimo                   | Quinto Petilio Spurino     | Marco Pinario Rusca       |                               |
| 180         | Publio Cornelio Mammula                    | Aulo Ostilio Mancino             | Gaio Menio                              | Tiberio Minucio Molliculo              | Lucio Postumio Albino      | Tiberio Sempronio Gracco  | Gaio Claudio Pulcher          |
| 179         | Gneo Cornelio Scipione Ispallo             | Publio Muzio Scevola             | Quinto Muzio Scevola                    | Gaio Valerio Levino                    |                            |                           |                               |
| 178         | Tito Ebuzio Parro                          | Tiberio Claudio Nerone           | Tito Fonteio Capitone                   | Marco Titinio Curvo                    | Marco Titinio              | ?Gaio Cluvio Sasula       |                               |
| 177         | Publio Elio Tubero                         | Lucio Mummio                     | Gaio Numisio                            | Gaio Quinzio Flaminino                 | Gneo Cornelio Scipione     | ?Gaio Valerio Levino      |                               |
| 176         | Marco Aburio                               | Lucio Aquillio Gallo             | Marco Cornelio Scipione Maluginense     | Publio Licinio Crasso                  | Lucio Papirio Masone       | Marco Popilio Lenate      |                               |
| 175         | Publio Elio Ligure                         | Appio Claudio Centone            | Gaio Popilio Lenate                     | ? Quinto Bebio Sulca                   | ? Servio Cornelio Sulla    | ? Gneo Lutazio Cercone    |                               |
| 174         | Marco Atilio Serrano                       | Gaio Cassio Longino              | Lucio Claudio                           | Lucio Cornelio Scipione                | Publio Furio Filo          | Gneo Servilio Cepione     |                               |
| 173         | Aulo Atilio Serrano                        | Gaio Cicereio                    | Gaio Cluvio Sasula                      | Numerio Fabio Buteone                  | Marco Furio Crassipede     | Marco Matieno             |                               |
| 172         | Spurio Cluvio                              | Marco Giunio Penno               | Gaio Licinio Crasso                     | Spurio Lucrezio                        | Gaio Memmio                | Gneo Sicinio              |                               |
| 171         | Gaio Caninio Rebilo                        | Lucio Canuleio Divite            | Lucio Furio Filo                        | Gaio Lucrezio Gallo                    | Gaio Sulpicio Galba        | Lucio Villio Annale       |                               |
| 170         | Quinto Elio Peto                           | ? Gneo Domizio Enobarbo          | Lucio Ortensio                          | Quinto Menio                           | ? Tito Manlio Torquato     | Marco Recio               | ? Gaio Tremellio              |
| 169         | Marco Claudio Marcello                     | Servio Cornelio Lentulo          | Gaio Decimio                            | Publio Fonteio Capitone                | Gaio Marcio Figulo         | Gaio Sulpicio Gallo       |                               |
| 168         | Marco Ebuzio Elva                          | Lucio Anicio Gallo               | Gneo Bebio Tamfilo                      | Publio Fonteio Balbo                   | Gneo Ottavio               | Gaio Papirio Carbone      |                               |
| 167         | Quinto Cassio Longino                      | Tiberio Claudio Nero             | Gneo Fulvio                             | Manio Giovenzio Talna                  | Gaio Licinio Nerva         | Aulo Manlio Torquato      |                               |
| 166         | Lucio Appuleio Saturnino                   | Marco Fonteio                    | Lucio Giulio Cesare                     | Aulo Licinio Nerva                     | Publio Quintilio Varo      | Publio Rutilio Calvo      |                               |
| 165         | Publio Cornelio Blasione?                  | Publio Cornelio Lentulo          | Publio Cornelio Scipione Nasica Corculo |                                        |                            |                           |                               |
| 164         | Quinto Minucio?                            | Marco Valerio Messalla?          | Gaio Fannio Strabone?                   |                                        |                            |                           |                               |
| 163         | Marco Cornelio Cetego?                     |                                  |                                         |                                        |                            |                           |                               |
| 162         | Gneo Cornelio Dolabella?                   | Marco Fulvio Nobiliore?          |                                         |                                        |                            |                           |                               |
| 161         | Marco Emilio Lepido?                       | Marco Pomponio                   |                                         |                                        |                            |                           |                               |
| 160         | Lucio Aurelo Oreste?                       | Sesto Giulio Cesare?             |                                         |                                        |                            |                           |                               |
| 159         | Lucio Cornelio Cn. f. L. n. Lentulo Lupo   | Gneo Tremellio                   |                                         |                                        |                            |                           |                               |
| 157         | Manio Acilio Glabrione?                    | Quinto Opimio?                   | Lucio Postumio Albino?                  |                                        |                            |                           |                               |
| 156         | Tito Annio Lusco?                          | Quinto Fulvio Nobiliore?         |                                         |                                        |                            |                           |                               |
| 155         | Manio Manilio?                             | Aulo Postumio Albino             | Lucio Valerio Flacco?                   |                                        |                            |                           |                               |
| 154         | Lucio Calpurnio Pisone Cesonino            | Lucio Licinio Lucullo            |                                         |                                        |                            |                           |                               |
| 153         | Manio Acilio Balbo?                        | Tito Quinzio Flaminino?          | Lucio Mummio Acaico                     |                                        |                            |                           |                               |
| 152         | Marco Atilio Serrano                       | Lucio Marcio Censorino?          |                                         |                                        |                            |                           |                               |
| 151         | Spurio Postumio Albino Magno?              | Servio Sulpicio Galba            |                                         |                                        |                            |                           |                               |
| 150         | Gaio Livio M. Emiliani f. M. n. Druso?     |                                  |                                         |                                        |                            |                           |                               |
| 149         | Quinto Fabio Massimo Emiliano              | Gneo Cornelio Lentulo?           | Publio Iuvenzio Thalna                  | Lucio Hostilio Mancino?                |                            |                           |                               |
| 148         | Quinto Cecilio Metello Macedonico          |                                  |                                         |                                        |                            |                           |                               |
| 147         | Lucio Aurelio Cotta?                       | Lucio Licinio Murena?            | Gaio Sempronio Tuditano?                | Gaio Vetilio                           |                            |                           |                               |
| 146         | Appio Claudio Pulcro                       | ? Claudio Unimano                | ? Oppio?                                | Gaio Plauzio Hypseo                    |                            |                           |                               |
| 145         | Lucio Cecilio Metello Calvo?               | Quinto Fabio Massimo Serviliano? | Gaio Lelio Sapiente                     | Gaio Nigidio?                          |                            |                           |                               |
| 144         | Quinto Marcio Re                           | Quinto Pompeio?                  | Gneo Servilio Cepione?                  |                                        |                            |                           |                               |
| 143         | Marco Emilio Lepido Porcina?               | Aulo Licinio Nerva               | ? Quinzio ?                             | Quinto Servilio Cn. f. Cn. n. Cepione? |                            |                           |                               |
| 142         | Gneo Calpurnio Pisone?                     | Lucio Ostilio Tubulo             | Marco Popilio Lenate?                   |                                        |                            |                           |                               |
| 141         | Publio Cornelio Scipione Nasica Serapione? | Decimo Gunio Bruto Callaico?     | Decimo Giunio Silano Manliano?          |                                        |                            |                           |                               |
| 140         | Lucio Cornelio Lentulo?                    | Gaio Ostilio Mancino?            | Marco Giunio Bruto?                     |                                        |                            |                           |                               |
| 139         | Sesto Atilio Serrano?                      | Gneo Cornelio Scipio Hispano     | Lucio Furio Filo?                       | Lucio Plauzio Ipseo?                   |                            |                           |                               |
| 138         | Quinto Calpurnio Pisone?                   | Lucio Calpurnio Pisone Frugi?    | Servio Fulvio Flacco?                   |                                        |                            |                           |                               |
| 137         | Marco Claudio Marcello                     | ? Cornelio Lentulo?              | Gaio Fulvio Flacco?                     |                                        |                            |                           |                               |
| 136         | Manlio                                     | Publio Muzio Scevola             | Lucio Tremellio Scrofa?                 |                                        |                            |                           |                               |
| 135         | Marco Cosconio                             | Publio Popillio Lenate?          | Publio Rupilio?                         |                                        |                            |                           |                               |
| 134         | Publio Licinio Dives Crasso Muciano?       | Lucio Valerio Flacco?            |                                         |                                        |                            |                           |                               |
| 133         | Appio Claudio?                             | Marco Perperna?                  | Lucio Rupilio?                          | Gaio Popillio C. f.                    |                            |                           |                               |
| 132         | Gaio Sempronio Tuditano                    | Manio Aquillio?                  |                                         |                                        |                            |                           |                               |
| 131         | Tito Annio Rufo?                           | Gneo Ottavio?                    |                                         |                                        |                            |                           |                               |
| 130         | Lucio Cassio Longino Ravilla?              | Lucio Cornelio Cinna?            | Gaio Marcio Figulo?                     |                                        |                            |                           |                               |
| 129         | Marco Emilio Lepido?                       | Lucio Aurelio Orestes?           | Tiberio (Latinio?) Pandoa?              |                                        |                            |                           |                               |
| 128         | Publio Cornelio P. f. Lentulo?             | Marco Fulvio Flacco?             | Marco Plauzio Ipseo?                    |                                        |                            |                           |                               |
| 127         | Gaio Cassio Longino?                       | Gaio Sextio Calvino?             |                                         |                                        |                            |                           |                               |
| 126         | Quinto Cecilio Metello Balearico?          | Tito Quinzio Flaminino?          | Gaio Fannio M. f.?                      | Marco Licinio Crasso Agelasto?         |                            |                           |                               |
| 125         | Gneo Domizio Enobarbo?                     | Lucio Opimio                     | Ebuzio?                                 |                                        |                            |                           |                               |
| 124         | Quinto Fabio Massimo Allobrogico?          |                                  |                                         |                                        |                            |                           |                               |
| 123         | Sesto Giulio Cesare                        | Publio Manilio?                  | Gaio Papirio Carbo?                     |                                        |                            |                           |                               |
| 122         | Lucio Aurelio Cotta?                       | Lucio Cecilio Metello Dalmatico? |                                         |                                        |                            |                           |                               |
| 121         | Quinto Marcio Re?                          | Marco Porcio Catone?             | Gaio Scribonio Curione                  |                                        |                            |                           |                               |
| 120         | Lucio Cecilio Metello Diademato?           | Quinto Mucio Scevola Augure?     |                                         |                                        |                            |                           |                               |
| 119         | Marco Emilio Scauro?                       | Gneo Cornelio Sisenna?           | Quinto Fabio Massimo Eburno             | Gaio Licinio Geta?                     | Sesto Pompeo?              |                           |                               |
| 118         | Marco Cecilio Metello?                     | Publio Rutilio Rufo?             |                                         |                                        |                            |                           |                               |
| 117         | Marco Acilio Balbo?                        | Gaio Cecilio Metello Caprario?   | Gaio Porcio Catone?                     |                                        |                            |                           |                               |
| 116         | Gneo Papirio Carbone?                      |                                  |                                         |                                        |                            |                           |                               |
| 115         | Lucio Calpurnio Pisone Cesonino?           | Publio Decio                     | Marco Livio Druso?                      | Gaio Mario?                            |                            |                           |                               |
| 114         | Lucio Calpurnio Bestia?                    | Publio Cornelio Scipione Nasica? | Marco Papirio Carbone?                  |                                        |                            |                           |                               |
| 113         | Marco Giunio Silano?                       | Lucio Memmio?                    | Marco Minucio Rufo?                     | Spurio Postumio Albino?                |                            |                           |                               |
| 112         | Quinto Cecilio Metello Numidico?           | Lucio Calpurnio Pisone Frugi?    | Marcio Giunio Silano?                   |                                        |                            |                           |                               |
| 111         | Marco Aurelio Scauro?                      | Lucio Cassio Longino             | Lucio Ortensio                          | Servio Sulpicio Galba?                 |                            |                           |                               |
| 109         | Gaio Atilio Serrano?                       | Quinto Lutazio Catulo?           | Quinto Servilio Cepione                 | Gneo Cornelio Scipione?                |                            |                           |                               |
| 108         | Gneo Mallio Massimo                        |                                  |                                         |                                        |                            |                           |                               |
| 107         | Gneo Aufidio?                              | Gaio Billieno?                   | Gaio Flavio Fimbria?                    |                                        |                            |                           |                               |
| 106         | Lucio Aurelio Orestes?                     |                                  |                                         |                                        |                            |                           |                               |
| 105         | Tito Albucio?                              | Lucio (Annio?) Bellieno          | Lucio...onio                            |                                        |                            |                           |                               |
| 104         | Manio Aquillio?                            | Tito Flaminio?                   | Lucio Licinio Lucullo                   | Publio Licinio Nerva?                  | Gaio Memmio?               |                           |                               |
| 103         | Gaio Servilio Glaucia?                     | Lucio Valerio Flacco?            | Vibio?                                  |                                        |                            |                           |                               |
| 102         | Marco Antonio Oratore                      | Marco Mario Gratidiano?          | Aulo Postumio Albino?                   | Gaio Servilio Glaucia                  |                            |                           |                               |
| 101         | Quinto Cecilio Metello Nepote?             | Tito Didio?                      | Lucio Licinio L. f. Murena?             |                                        |                            |                           |                               |

### I secolo a.C.
| 100               | Lucio Cornelio P. f. L. n. Dolabella? | Gneo Cornelio Lentulo?                     | Publio Licinio Crasso?               | Gaio Servilio Glaucia            | Tremellio?                   |                                |                          |                                 |                       |
| 99                | Gaio Cassio Longino?                  | Gaio Celio Caldo?                          | Gneo Domizio Enobarbo?               |                                  |                              |                                |                          |                                 |                       |
| 98                | Lucio Licinio Crasso?                 | Quinto Muzio Scevola?                      |                                      |                                  |                              |                                |                          |                                 |                       |
| 97                | Lucio Domizio Enobarbo?               | Marco Erennio?                             |                                      |                                  |                              |                                |                          |                                 |                       |
| 96                | Lucio Marcio Filippo?                 | Lucio (Sempronio) Asellione?               | Gaio Valerio Flacco?                 |                                  |                              |                                |                          |                                 |                       |
| 95                | Lucio Aurelio Cotta?                  | Gaio Claudio Pulcro                        | Lucio Giulio Cesare                  | Marco Perperna?                  |                              |                                |                          |                                 |                       |
| 94                | Lucio Gellio Publicola                | Sesto Giulio Cesare?                       | Gaio Senzio                          |                                  |                              |                                |                          |                                 |                       |
| 93                | Publio Cornelio Scipione Nasica?      | Lucio Cornelio Silla                       | Publio Rutilio Lupo?                 | Lucio Valerio Flacco?            |                              |                                |                          |                                 |                       |
| 92                | Gaio Giulio Cesare?                   | Gneo Pompeo Strabone?                      | Lucio Porcio Catone?                 | Marco Porcio Catone?             | Gaio Sestio Calvino?         |                                |                          |                                 |                       |
| 91                | Lucio Lucilio L. f.?                  | Gneo Ottavio (Ruso?)?                      | Gaio Perperna?                       | Quinto Pompeo Rufo               | Quinto Servilio              | Quinto Servilio Cepione?       | Servio Sulpicio Galba?   |                                 |                       |
| 90                | Gaio Cetìlio?                         | M. (Cecilio) Cornuto?                      | Gaio Cassio?                         | Lucio Cornelio Cinna?            | Lucio Cornelio Merula?       | Gneo Ottavio?                  | Lucio Postumio           | Publio Servilio Vatia Isaurico? |                       |
| 89                | Quinto Cecilio Metello Pio            | Appio Claudio Pulcro                       | Gaio Cosconio?                       | Publio Gabinio                   | Quinto Oppio?                | (Gneo Papirio?) Carbone?       | Aulo Sempronio Asellione | Publio Sestilio?                |                       |
| 88                | Quinto Ancario?                       | Marco Giunio Bruto                         | Lucio Licinio Murena?                | Gaio Norbano?                    | ? Servilio?                  | Publio Sestilio?               |                          |                                 |                       |
| 86                | Lucio Cornelio Scipione Asiatico?     |                                            |                                      |                                  |                              |                                |                          |                                 |                       |
| 85                | Marco Mario Gratidiano?               |                                            |                                      |                                  |                              |                                |                          |                                 |                       |
| 84                | Marco Mario Gratidiano?               | Gaio Fabio Adriano                         |                                      |                                  |                              |                                |                          |                                 |                       |
| 83                | Publio? Burrieno                      | Gaio Papirio Carbone (Arvina)?             | Quinto Sertorio                      |                                  |                              |                                |                          |                                 |                       |
| 82                | Lucio Giunio Bruto Damasippo          | Quinto Antonio Balbo                       | Gaio Carrino                         | ? Magio                          | Marco Perperna (Ventone)     |                                |                          |                                 |                       |
| 81                | Gneo Cornelio Dolabella               | Mamerco Emilio Lepido Liviano?             | Marco Emilio Lepido?                 | Gaio Claudio P. f. Nerone?       | Lucio Fufidio?               | Quinto Lutazio Catulo?         | Marco Minucio Termo      | Sesto Nonio Sufenate            | Gaio Papirio Carbone? |
| 80                | Gaio Claudio Marcello                 | Marco Domizio Calvino                      | Marco Fannio                         | Decimo Giunio Bruto?             | Gaio Scribonio Curione?      |                                |                          |                                 |                       |
| 79                | Gaio Calidio                          | Lucio Manlio                               | Gneo Ottavio                         |                                  |                              |                                |                          |                                 |                       |
| 78                | Gaio Aurelio Cotta                    | Lucio Cornelio Sisenna                     | Lucio Licinio Lucullo                | Lucio Ottavio                    | ? Terenzio Varrone           | Lucio Valerio Triario          |                          |                                 |                       |
| 77                | Gneo Aufidio Oreste                   | Marco Aurelio Cotta                        | Marco Giunio Silano                  | Sesto Peduceo                    |                              |                                |                          |                                 |                       |
| 76                | Gaio Cassio Longino                   | Marco Giunco                               | Marco Terenzio Varrone Lucullo       |                                  |                              |                                |                          |                                 |                       |
| 75                | Marco Cesio                           | Gneo Cornelio Lentulo Clodiano             | Marco Fonteio                        | Lucio Furio/Turio?               | Gaio Licinio Sacerdote       |                                |                          |                                 |                       |
| 74                | Marco Antonio Cretico                 | Quinto Cecilio Metello Cretico             | Lucio Calpurnio Pisone Frugi         | Publio Celio                     | Publio Cornelio Lentulo Sura | Gaio Verre                     |                          |                                 |                       |
| 73                | Quinto Arrio                          | Gaio Claudio Glabro                        | Lucio Cossinio                       | Marco Licinio Crasso             | Publio Valerio               | Publio Varinio                 |                          |                                 |                       |
| 72                | Quinto Ortensio Ortalo                | Gneo Manlio                                | Marco Pupio Pisone Frugi Calpurniano |                                  |                              |                                |                          |                                 |                       |
| 71                | Lucio Afranio                         | Lucio Cecilio Metello                      | Quinto Marzio Re                     |                                  |                              |                                |                          |                                 |                       |
| 70                | Manio Acilio Glabrione                | Gaio Antistio Vetere                       | Lucio Aurelio Cotta                  | Gaio Calpurnio Pisone            | Aulo Manlio Torquato         | Marco Mummio                   |                          |                                 |                       |
| 69                | Manio Emilio Lepido                   | Marco Cecilio Metello                      | Publio Cornelio Dolabella            | Marco Lollio Palicano            | Lucio Volcacio Tullo         |                                |                          |                                 |                       |
| 68                | Publio Autronio Peto                  | Bellieno                                   | Gaio Licinio Macro                   | Publio Cornelio Silla            | Lucio Manlio Torquato        | Lucio Quinzio                  | Rubrio                   | Lucio Sergio Catilina           | Sestilio              |
| 67                | Tito Aufidio                          | Quinto Curio                               | Lucio Giulio Cesare                  | Marco Giunio                     | Decimo Giunio Silano         | Lucio Lucceio                  | Gaio Marcio Figulo       | ? Minucio Termo                 | Quinto Publicio       |
| 66                | Gaio Antonio Ibrida                   | Gaio Aquilio Gallo                         | Marco Cesonio                        | Lucio Cassio Longino             | Quinto Cornificio            | Gaio Orchivio                  | Publio Sulpicio Galba    | Marco Tullio Cicerone           |                       |
| 65                | Gaio Attio Varo                       | Quinto Gallio                              | Lucio Licinio Murena                 | Publio Orbio                     | Servio Sulpicio Rufo         |                                |                          |                                 |                       |
| 64                | Quinto Arrio                          | Marco Petreio                              | Marco Pletorio Cestiano              | Publio Servilio Globulo          | Marco Valerio Messalla Nigro |                                |                          |                                 |                       |
| 63                | Quinto Cecilio Metello Celere         | Publio Cornelio Lentulo Sura               | Gaio Cosconio                        | Quinto Pompeo Rufo               | Gaio Pomptino                | Lucio Roscio Otone             | Gaio Sulpicio            | Lucio Valerio Flacco            |                       |
| 62                | Marco Calpurnio Bibulo                | Gaio Giulio Cesare                         | Lucio Marcio Filippo                 | Gaio Papirio Carbone             | Quinto Tullio Cicerone       | Marco Valerio Messalla Rufo    | Gaio Virgilio Balbo      |                                 |                       |
| 61                | Lucio Calpurnio Pisone Cesonino       | Lucio Cornelio Lentulo Nigro               | Aulo Gabinio                         | Gaio Ottavio                     | Quinto Voconio Nasone        |                                |                          |                                 |                       |
| 60                | Marco Attio Balbo                     | Quinto Cecilio Metello Nepote              | Gneo Cornelio Lentulo Marcellino     | Publio Cornelio Lentulo Spintere | Lucio Culleolo               |                                |                          |                                 |                       |
| 59                | Tito Ampio Balbo                      | Lucio Appuleio Saturnino                   | Gneo Cornelio Lentulo Clodiano       | Quinto Fufio Caleno              | Tito Vezio (Sabino)          |                                |                          |                                 |                       |
| 58                | Lucio Cornelio Lentulo Crure          | Lucio Domizio Enobarbo                     | Gaio Fabio (Adriano)                 | Lucio Flavio                     | Gaio Memmio                  | Publio Nigidio Figulo          | Lucio Villio Annale      |                                 |                       |
| Datazione incerta | Gaio Considio Longo                   | Quinto Minucio Termo                       | Publio Silio (Nerva)                 | Gneo Tremellio Scrofa            |                              |                                |                          |                                 |                       |
| 57                | Gaio Cecilio Cornuto                  | Lucio Cecilio Rufo                         | Marco Calidio                        | Appio Claudio Pulcro             | Publio Licinio Crasso Divite | Sesto Quintilio (Varo)         | Gaio Settimio            | Quinto Valerio Orca             |                       |
| 56                | Marco Emilio Scauro                   | Quinto Ancario                             | Gaio Claudio Pulcro                  | Gneo Domizio Calvino             |                              |                                |                          |                                 |                       |
| 55                | Tito Annio Milone Papiano             | Quinto Cecilio Metello Pio Scipione Nasica | Gutta (o Cotta)                      | Publio Plauzio Ipseo             | Publio Vatinio               |                                |                          |                                 |                       |
| 54                | Marco Claudio Marcello                | Gaio Cosconio                              | ? Domizio                            | ? Fonteio                        | Marco Porcio Catone Uticense | Publio Servilio Vatia Isaurico | Servio Sulpicio Galba    |                                 |                       |
| Datazione incerta | Lucio Elio Tuberone                   | Marco Aurelio Cotta                        | Marco Considio Noniano               | Gaio Fannio                      | Lucio Postumio               | Publio Sestio                  | Voconio                  | Gaio Alfio Flavo                |                       |
| 53                | Lucio Emilio Lepido Paolo             | Publio Attio Varo                          | Gaio Claudio Marcello                | Quinto Minucio Termo             |                              |                                |                          |                                 |                       |
| 52                | Gaio Claudio Marcello                 | Marco Nonio Sufenate                       | Publio Silio                         | Gneo Tremellio Scrofa            |                              |                                |                          |                                 |                       |
| 51                | Marco Giovenzio Laterense             | Aulo Plauzio                               |                                      |                                  |                              |                                |                          |                                 |                       |
| 50                | Marco Considio Noniano                | Gaio Curzio Peduceano                      | Lucio Postumio                       | Lucio Scribonio Libone           | Gaio Tizio Rufo              |                                |                          |                                 |                       |
| 49                | Marco Emilio Lepido                   | Aulo Allieno                               | Gaio Coponio                         | Marco Favonio                    | Lucio Manlio Torquato        | Lucio Roscio Fabato            | Publio Rutilio Lupo      | Gaio Sosio                      |                       |
| 32                | Marco Valerio Messalla Potito?        |                                            |                                      |                                  |                              |                                |                          |                                 |                       |

### Studi moderni
- (EN) T. Robert S. Broughton, The Magistrates of the Roman Republic, a cura di Phillip H. De Lacy, collana Philological Monographs, I, 1ª ed., New York, American Philological Association, 1952.
- (EN) T. Robert S. Broughton, The Magistrates of the Roman Republic, a cura di Phillip H. De Lacy, collana Philological Monographs, II, 1ª ed., New York, American Philological Association, 1952.
- Giovanni Rotondi, Leges publicae populi romani: elenco cronologico con una introduzione sull'attività legislativa dei comizi romani, 1ª ed., Società editrice libraria, 1952,  pp. 320-321, 331. URL consultato il 7 mar 2021.